# Looker (DC Comics)
Looker (Emily "Lia" Briggs) es un personaje ficticio, una superheroína en el Universo DC de cómics. La primera aparición del personaje fue en 1985 en Batman & the Outsiders # 25.
Looker hizo su primera aparición en vivo en la segunda temporada de Black Lightning, interpretada por la actriz Sofia Vassilieva. Vassilieva volvió a interpretar a Looker en la temporada final.

## Historial de publicaciones
Looker hizo su primera aparición en Batman & the Outsiders # 25 (septiembre de 1985) y fue creada por Mike W. Barr y Jim Aparo.

## Biografía del personaje ficticio

### Emily Briggs
Emily Briggs era una cajera de banco tímida que vivió una vida tranquila con su marido en Gotham City. Todo eso cambió cuando fue secuestrada por gente de la civilización subterránea conocida como Abyssia. Los Forasteros se dispuso a rescatar a Emily. Después de una batalla con el pueblo de Abyssia, patrimonio de Emily fue revelado a ella y como el Cometa Halley pasó por la Tierra, ganó sus súper poderes, lo que también tuvo el efecto de hacerla muy atractiva físicamente.

### Unirse a los Forasteros
Después de dejar a Abisia con su gente, Emily regresó con los Forasteros y un esposo asombrado. Pronto tomó el nombre de "Lia", así como una personalidad más segura, pero egocéntrica.
La primera salida de Emily como Looker ocurrió después de que los Forasteros habían sido capturados por los Maestros del Desastre. Después de derrotar a los Maestros del Desastre, liberó a los Forasteros y fue recibida en sus filas.
Su primera estadía con los Forasteros mostró lo mucho que la tímida Emily Briggs había cambiado, ya que ella se obsesionó con su belleza, algo que por lo general crea cierta tensión entre ella y Katana. La tensión sólo se acentuó con la incipiente amistad entre Looker y Halo, donde más de espíritu libre, Looker estaba en agudo contraste con la más estricta el tutor legal de Halo, Katana.
Looker muestra una profunda corriente de inteligencia, cuando derrota a un virus inteligente que habita en su amiga de entonces, la Dra. Helga Jace. El virus sensible, creyendo que Looker estaba inyectando a Jace una vacuna a la que Jace era alérgica, huyó del cuerpo y murió al contacto con el aire. La vacuna era, de hecho, glucosa inofensiva y la propia Looker ya era inmune porque no era alérgica. Desafortunadamente, Jace luego traicionaría voluntariamente a los Forasteros a los alienígenas Manhunters.
El papel de Looker como un extraño entre los Forasteros continuó empeorando, especialmente cuando Windfall se unió, un antiguo Maestro de Desastres y compañero de Halo, y los dos estuvieron constantemente involucrados en una especie de rivalidad. Además de eso, Looker comenzó una breve aventura con el líder del equipo Geo-Force durante un tiempo en que estaban varados en una isla pero que continuaron cuando regresaron. Eventualmente, sin embargo, hubo una decisión mutua de dejarlo, siendo injusto no solo para Gregg (esposo de Looker) sino también para Denise (novia de Geo-Force).
Algún tiempo después, Looker recibió una llamada de ayuda de Abyssia. Viajando a la ciudad subterránea, Looker descubrió que Abyssia había sido tomada. Looker invocó un desafío para el déspota, y en el curso de la batalla, fue despojada de su belleza y gran parte de su poder. Poco después, Geo-Force disolvió a los Forasteros, y Lia regresó a su vida anterior en Gotham City. A través de circunstancias desconocidas, Looker recuperaría sus poderes y sería atacada por el Mud Pack, un grupo de varios villanos que usan el nombre de Clayface, incluida una mujer de Clayface con quien Looker luchó mientras era miembro de los Forasteros. Lady Clayface duplicó la forma y los poderes de Looker para intentar volver loco a Batman, pero Looker pudo deshacer el daño, en el proceso viendo en la mente de Bruce y descubriendo su confusión interna. Finalmente ayudó a Batman a derrotar al grupo y se separó nuevamente.

### Convertirse en vampiro
Cuando la ciudad de Geo-Force, Markovia, estaba llena de vampiros, los poderes de Emily regresaron y Looker volvió a la acción junto a los Forasteros. Un intento de la Reina Ilona de matar a Geo-Force lleva a Looker a toparse con su líder, Roderick. Al instante enamorado de ella, Roderick transforma a Lia en un vampiro con la esperanza de que Lia se convierta en su novia. Después de la transformación en vampiro, los poderes existentes de Looker se unieron a algunas habilidades nuevas. Su fisiología metahumana suprime algunas de las debilidades vampíricas tradicionales, como la vulnerabilidad a la luz solar.
Los Forasteros se ven obligados a convertirse en fugitivos después de que Roderick enmarca a Geo-Force por el asesinato de la Reina Ilona. Looker ayuda al equipo a enfrentar a muchos adversarios, incluidos el nuevo Batman, el Erradicador, los parientes alienígenas de Halo y los súper terroristas islámicos. Una vez que los vampiros fueron derrotados y se restablece la reputación de los Forasteros, el equipo se disuelve "no oficialmente". Ahora trabajan únicamente fuera de Markovia, ahora gobernada por Geo-Force.
Servida con papeles de divorcio y ahora viviendo bajo la maldición vampírica, Lia aparentemente ha roto todos los lazos con su vida pasada.

### Retiro
Lia en algún momento después de esto puede haber cortado sus lazos con su aquelarre de vampiros; ella también se hizo más independiente en su elección de acciones. Finalmente se convirtió en una de las presentadoras del programa de televisión The Scene, similar a The View. Sus coanfitriones incluyeron a Vicki Vale, Tawny Young y Linda Park. Se mostraron dos episodios en los que entrevistaron a Wonder Woman sobre su carrera, que se mostraron en ese título cómico. Durante la grabación, Lia usaría una bufanda alrededor de su cuello para ocultar las heridas de mordedura de vampiro.

### Crisis Infinita y la Tercera Guerra Mundial
Looker más tarde aparece en la historia de Crisis Infinita. Ella es parte del ejército de superhéroes reunidos por Oráculo para defender la ciudad de Metrópolis contra el ejército de supervillanos de Alexander Luthor durante la Batalla de Metrópolis. En el clímax de la batalla, el súper villano loco Superboy Prime abandonó la lucha para intentar destruir todo el universo destruyendo el planeta Oa. Looker fue uno de los muchos superhéroes con poder de vuelo que intentó detener a Superboy-Prime de dejar la tierra. Durante la batalla en el aire que siguió, Superboy-Prime destruyó el traje de contención del superhéroe radiactivo Breach. Tanto Looker como su colega externo Tecnócrata estaban cerca de Breach cuando el héroe explotó. Sin embargo, su aura telequinética la protegió de la explosión. 
Looker luego reapareció durante los eventos de la "Tercera Guerra Mundial", para ayudar a combatir a Black Adam. Se la mostró junto a Halo  y Black Lightning, en los momentos previos a la batalla final con Adam.

### Lazos de Outsiders posteriores
Looker resurgió a pedido de Batman para ayudarlo a leer la mente de un informante. En este caso, Looker todavía se representa como un vampiro, pero se da a entender que ya no es inmune a la luz solar o al menos está debilitada en su presencia. Mientras escanea la mente del informante, se muestra que es capaz de escanear sus patrones de pensamiento extraviados que se desplazaron fuera del planeta, mostrando un rango de potencia a bastante distancia. Lia ahora vive sola en una gran mansión decorada de forma elaborada en Gotham City llena de fotos enmarcadas de sí misma tomadas durante sus días de modelaje anteriores.
Lia reaparece más tarde, donde se revela que ella ha estado trabajando públicamente en su carrera de modelo mientras mata secretamente a miembros de un poderoso clan de vampiros. El clan toma represalias contratando a un cazador de vampiros para asesinarla. El asesino no tuvo éxito ya que Lia pudo destruirlo antes de reservar un vuelo a Markovia para ayudar a Geo-Force y sus compañeros de equipo. Cuando llega a Markovia, ayuda a su antiguo equipo a luchar contra un país invasor.
Más tarde se une al nuevo equipo de Forasteros sancionado por Batman Incorporated, pero supuestamente todo el equipo es asesinado en una explosión satelital orquestada por Talia al Ghul.

### Los Nuevos 52
En septiembre de 2011, The New 52 reinició la continuidad de DC. En esta nueva línea de tiempo, Looker se presenta una vez más como un agente de Batman Incorporated junto con Halo y Metamorpho. Se revela que los Forasteros habían sobrevivido a la explosión, pero se suponía que estaban muertos, y ahora hacen trabajos encubiertos para Batman.
Una versión alternativa de continuidad de Looker aparece en National Comics: Looker. Descartando su origen anterior, Looker se reintroduce como una supermodelo atractiva que se convirtió en vampiro después de una aventura de una noche con un extraño que intenta convertirla. Incapaz de seguir siendo modelo debido a su vampirismo (ya que no puede ser fotografiada), Emily Briggs abre su propia agencia de modelos, LOOKER, y comienza a usar sus poderes de vampiro para proteger a las modelos de los elementos malvados de la industria de la moda. Ella usa un traje rojo en lugar del traje clásico que usa en las páginas de Batman Incorporated.

## Poderes y habilidades
Looker posee el espectro completo de habilidades psiónicas: telepatía, telequinesis, psicometría, metabolismo mejorado , control mental, explosiones de energía psiónica, levitación, creación de escudos de fuerza, visión remota y curación mejorada. Debido a su naturaleza vampírica, Looker puede convertirse en vapor, pero solo de noche. Ella también tiene la capacidad vampírica de comandar mentalmente alimañas como los insectos. Sus poderes psiónicos suprimen la debilidad del vampiro a la luz del sol; sin embargo, ella todavía necesita sangre como lo hacen otros vampiros. Los cambios en la continuidad de The New 52 la han dejado tan susceptible a la luz solar como otros vampiros.
En sus apariciones anteriores, Looker también es una soñadora lúcida.
Su traje original fue fabricado con un material exclusivo de Abyssia; "tela unidireccional", que era invisible desde un lado. Esto le permitió mantener su disfraz a mano pero no visible. Daría la vuelta al revés para hacerla visible.

## En otros medios

### Televisión
- Una versión villana de Looker aparece en Black Lightning interpretada por Sofia Vassilieva.[13] Hace su debut en el episodio de la segunda temporada de la serie titulada "The Book of Blood: Chapter Two: The Perdi", esta versión es un supremacista blanca que puede controlar a las personas a través de una sustancia metálica plateada. Al establecerse en la zona rural de South Freeland hace 30 años, usa su habilidad para controlar a la población blanca de South Freeland, o "Sange", mientras reduce a la población negra, o "Perdi", a una forma de esclavitud.[14] Después de descubrir lo que ha hecho, Black Lightning y Thunder la derrotan y la transfieren a la custodia de A.S.A.. En la cuarta temporada, Looker escapa de la A.S.A. durante la invasión de Freeland por parte de los markovianos y se alía con Tobias Whale. Sin embargo, Painkiller finalmente la encuentra y la derrota antes de transferirla a la custodia del FBI a cambio de confesar su participación en las maquinaciones de Whale.
- Una versión adolescente escocesa de Lia Briggs aparece en Young Justice: Outsiders, con la voz de Grey Griffin. Presentada en el episodio "Elder Wisdom", inicialmente la Liga de las Sombras la mantiene cautiva antes de ser rescatada por los Forasteros y convertirse en residente en el Centro Juvenil Meta-Humano. A partir de Young Justice: Phantoms, Briggs se ha unido a los Forasteros.

### Película
Una versión paralela de Looker llamada Modelo Ciudadana aparece en Justice League: Crisis on Two Earths, con la voz de Kari Wuhrer. Ella es miembro del equipo de Owlman, que consiste en versiones alternativas de los Forasteros y la Liga de la Justicia de Detroit, y una parte más amplio del Sindicato del Crimen de América. La Modelo Ciudadana lucha contra la Liga de la Justicia cuando llegan por primera vez a su Tierra, y usa sus poderes para tratar de manipular a Flash para unirse a ella antes de ser finalmente noqueada por la Mujer Maravilla.